# نورثغلين (كولورادو)
نورثغلين (بالإنجليزية: Northglenn, Colorado)‏ هي مدينة تقع في مقاطعة آدامز بولاية كولورادو في الولايات المتحدة. تبلغ مساحتها 19.4 (كم²)، وترتفع عن سطح البحر 1639 م، بلغ عدد سكانها 35789 نسمة في عام 2010 حسب إحصاء مكتب تعداد الولايات المتحدة وتصل الكثافة السكانية فيها 1864.9 نسمة/كم2.